# Władysław Zych (artysta)

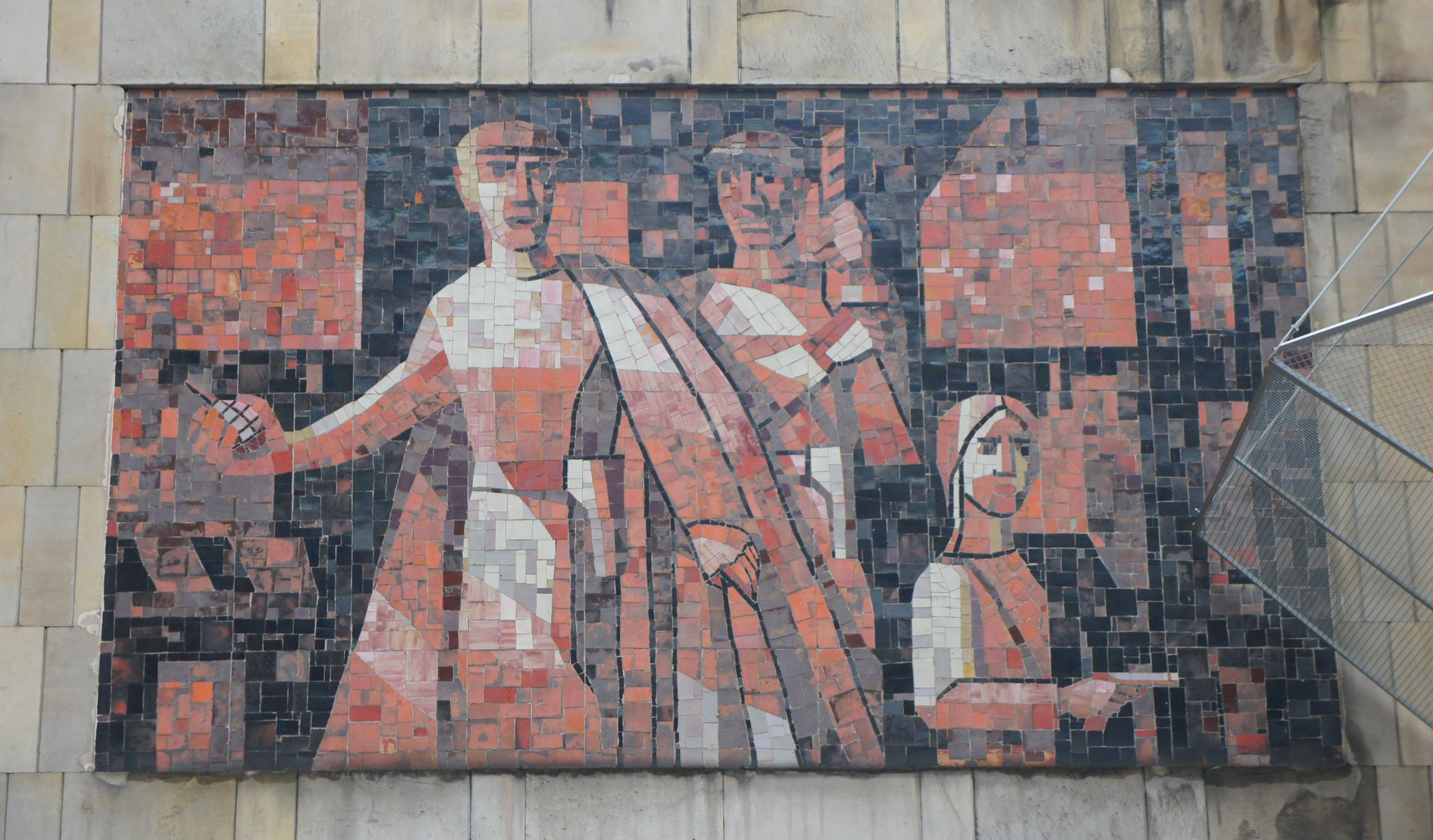
Mozaika upamiętniająca zamach na Café Club w Warszawie

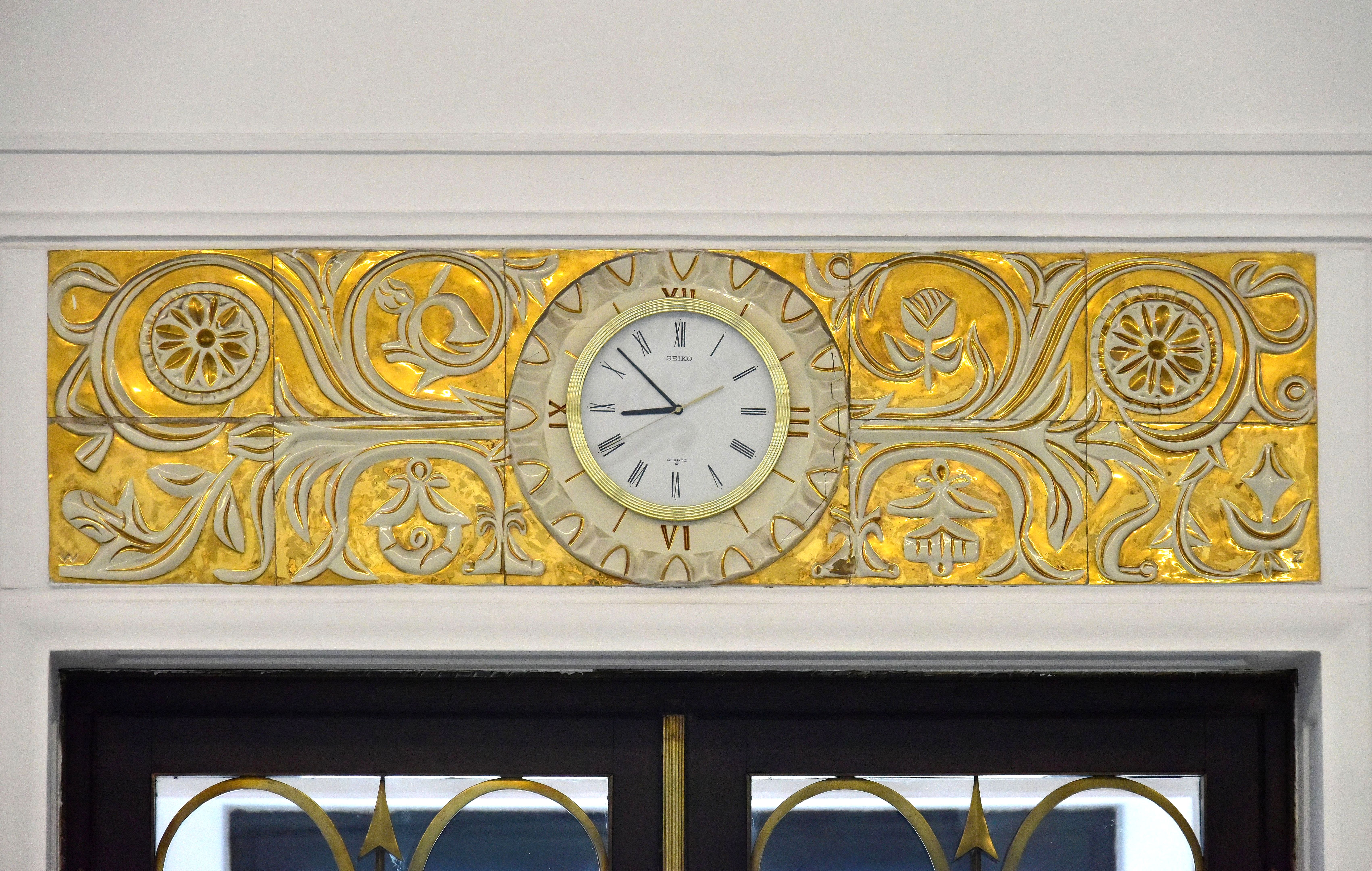
Zegar w holu budynku C-D Sejmu w oprawie ceramicznej Władysława Zycha

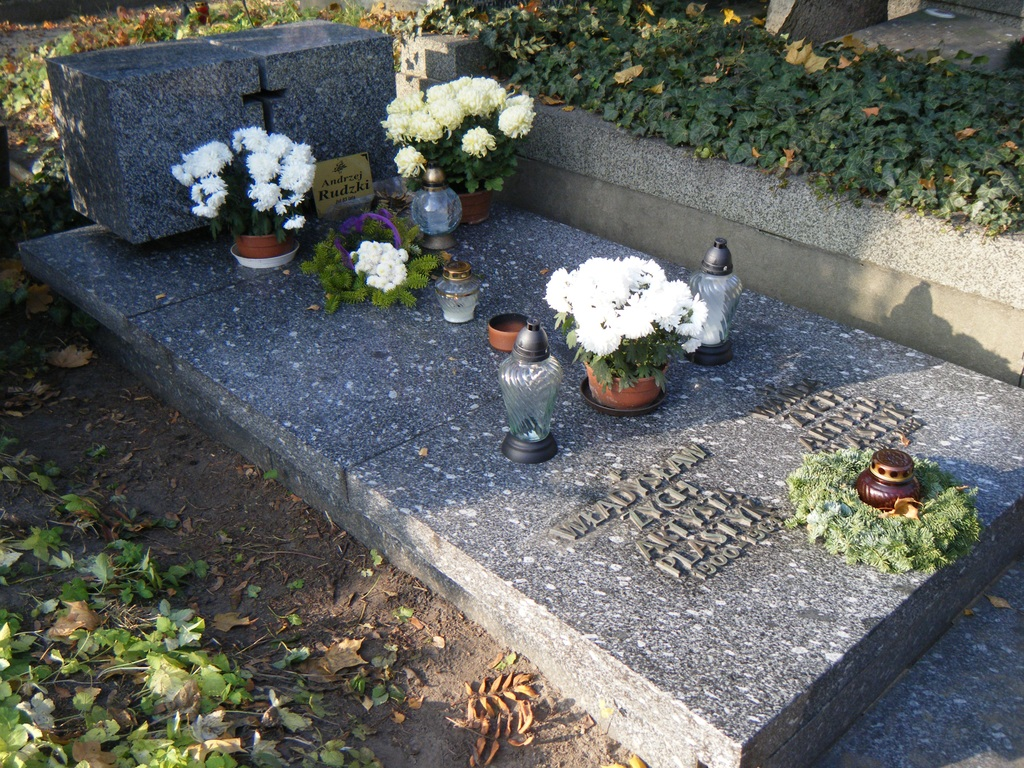
Grób artysty na cmentarzu Powązkowskim w Warszawie

Władysław Zych (ur. 29 maja 1900 w Przemyślu, zm. 24 czerwca 1964 w Warszawie) – polski artysta-plastyk zajmujący się m.in. szkłem artystycznym.

## Życiorys
Studiował na Politechnice Lwowskiej (1920–1924) oraz w warszawskiej Szkole Sztuk Pięknych (1925–1933), m.in. u prof. Leona Pękalskiego i prof. Karola Tichego. W międzyczasie pracował na tej pierwszej jako asystent (1928, u prof. Kazimierza Bartla). Po uzyskaniu dyplomu w 1934, w latach 1936-1939 pracował na ASP jako asystent u prof. Bohdana Pniewskiego. Równocześnie był zatrudniony w Muzeum Narodowym w Warszawie u Bohdana Marconiego jako konserwator obrazów. Po II wojnie światowej, do 1949 współpracował z zakładami przemysłowymi, prowadząc kursy doszkalające – w zakresie malowania na fajansie dla pracownic fabryki fajansu we Włocławku oraz malowania na tkaninie w zakładzie w Milanówku. W latach 1949–1952 asystował prof. Wojciechowi Jastrzębowskiemu na warszawskiej ASP, od 1950 pełniąc funkcję kierownika pracowni ceramiki. Od 1953 do 1955 kierował pracownią malarstwa w warszawskiej Pracowni Sztuk Plastycznych. Od 1956 mieszkał na Saskiej Kępie w Warszawie. 
Został pochowany na cmentarzu Powązkowskim w Warszawie (kwatera: 170-3-21).

## Twórczość
Był artystą wszechstronnym; uprawiał malarstwo (sztalugowe, ścienne, na szkle), tworzył szkło artystyczne i użytkowe oraz ceramikę artystyczną i użytkową. Projektował też tkaniny.
Dekorował malarsko wnętrza kościołów: rekonstruował freski w kościele w Węgrowie (1936–1942), namalował polichromie w kościołach w Goźlinie (1934), Imielnicy (1950, obecnie Kościół Najświętszego Serca Pana Jezusa w Płocku), Stryju.
Mozaika jego autorstwa zdobiła Dom Chłopa w Warszawie, jednak w 2002 została skuta. Zachowała się natomiast mozaika upamiętniająca zamach na Café Club na rogu Alei Jerozolimskich i Nowego Światu w Warszawie (współautorką była żona artysty, Wanda Zych) oraz mozaikowa oprawa zegara w głównym budynku Sejmu Rzeczypospolitej Polskiej z 1955.
Zych interesował się technologicznymi aspektami obróbki szkła, eksperymentując z masą szklaną w celu uzyskania kolorów i faktur odpowiadających szkłom antycznym. Z uwagi na złożoną kolorystykę i liczne efekty w rodzaju spękań, porów i wykwitów, jego prace budziły skojarzenia z ówczesną ceramiką artystyczną, zdobioną szkliwami redukcyjnymi. Twórczość w dziedzinie szkła artystycznego od 1959 realizował w hucie na Targówku. Jego Głowy – cykl wolnoformowanych szklanych rzeźb – należą do najbardziej oryginalnych pozycji w dorobku polskiego szkła artystycznego. Przedstawiają one ekspresyjne, zdeformowane sylwetki głów ludzkich. Krytycy widzieli w Głowach nawiązanie do sztuki prymitywnej, totemów indiańskich.
Uczestniczył w licznych wystawach krajowych i zagranicznych. Jego prace znajdują się m.in. w zbiorach Muzeum Narodowego w Warszawie, Muzeum Narodowego we Wrocławiu, Muzeum Narodowego w Krakowie, Muzeum Karkonoskiego w Jeleniej Górze, Muzeum Okręgowego w Olsztynie.

## Nagrody i odznaczenia[c]
- 1937 – wyróżnienie w konkursie na projekt polichromii kościoła w Chełmie
- 1963 – wyróżnienie na wystawie Sztuka Użytkowa w XV-lecie PRL
- Srebrny Krzyż Zasługi[d]

## Wystawy[e]

### Wystawy indywidualne
- 1931 – Galeria Zak, Paryż
- 1938 – Sztokholm
- 1938 – Nowy Jork
- 1964 – Galeria Sztuki MDM, Warszawa

### Wystawy zbiorowe
- 1930 – Wystawa Malarstwa, Polski Klub Artystyczny, Hotel Polonia
- 1936 – Sztuka i wnętrze, IPS
- 1938 – Salon IPS
- 1939 – Exhibition of Polish Art, New Burlington Gallery, Londyn
- 1952 – VIII Ogólnopolska Wystawa Zimowa, Radom
- 1954 – Wystawa Grupy „Powiśle”, Zachęta
- 1960 – XII Triennale Sztuki Użytkowej, Mediolan
- 1964 – Ogólnopolska Wystawa Tkanina, Ceramika, Szkło, Zachęta